# 切里格羅夫 (紐約州)
切里格羅夫（英語：Cherry Grove）是位於美國紐約州薩福克縣的非建制地區。

## 歷史
切里格羅夫的郵局自1922年營運至今。

## 地理
切里格羅夫所處的海拔為高於海平面4米（即13英呎），而該地所採用的時區為UTC-5，即北美东部时区（EST）。同時該地設有夏令時間，為UTC-5調快一小時，即UTC-4（EDT）。